# Guernsey (Iowa)
Guernsey é uma cidade localizada no estado americano de Iowa, no Condado de Poweshiek.

## Demografia
Segundo o censo americano de 2000, a sua população era de 70 habitantes.
Em 2006, foi estimada uma população de 68, um decréscimo de 2 (-2.9%).

## Geografia
De acordo com o United States Census Bureau tem uma área de
0,5 km², dos quais 0,5 km² cobertos por terra e 0,0 km² cobertos por água.

## Localidades na vizinhança
O diagrama seguinte representa as localidades num raio de 20 km ao redor de Guernsey.